# Каллимах Амисский
Каллимах Амисский (казнён в 68 до н. э.) — полководец понтийского царя Митридата VI Евпатора.
В 72—71 годах до н. э. Каллимах руководил обороной Амиса от римских войск под командованием Луция Лициния Лукулла. Первоначально ему удавалось успешно отбивать нападения противника благодаря его знаниям военных машин. После падения города Каллимах сбежал в Армению.
В 68 году до н. э. Каллимах находился в Нисибисе, который осадил Лукулл. Каллимах фактически руководил обороной Нисибиса, так как был сведущ в военном деле. Лукулл повёл правильную осаду города и вскоре взял его штурмом. Каллимаха Лукулл арестовал и потом казнил.